# Deadly Cargo - Terrore in mare aperto
Deadly Cargo - Terrore in mare aperto è un film del 2003 diretto da Pau Freixas.

## Trama
Saran, fotografa freelance in vacanza in Senegal, decide di andare a fare un giro in mare aperto a bordo di una piccola barca a motore. Con lei ci sono i sub spagnoli Iván e Edgar, l'adolescente Drui, Victor e la moglie incinta Thais.
Quando Iván ed Edgar si immergono, Sara vede un uomo andare alla deriva e lo porta a bordo pensando che sia ancora in vita. Victor accidentalmente spara un razzo di segnalazione contro il serbatoio della benzina facendo esplodere la barca e costringendo i membri del gruppo a cercare di raggiungere a nuoto la costa lontana.
Quando raggiungono una nave mercantile essi chiedono aiuto, ma Sara, Iván e Edgar assistono ad una scena raccapricciante: due uomini dell'equipaggio pugnalano un uomo e gettano il suo corpo fuori bordo. Nonostante questo fatto, essi decidono di salire a bordo e nascondersi in un posto sicuro in attesa di raggiungere un porto. A bordo Thais viene morsa da un topo, e mentre Sara e Victor cercano medicine per disinfettare la sua mano, vengono scoperti da un membro dell'equipaggio. Victor decide di consegnarsi per proteggere gli altri clandestini, ma le cose non vanno come aveva previsto.

## Riconoscimenti
- 2005 - Barcelona Film Awards
- Miglior regista esordiente a Pau Freixas
- Nomination Miglior sceneggiatura a Pau Freixas
- Nomination Miglior fotografia a Julián Elizalde